# François-Josèphe Kinson

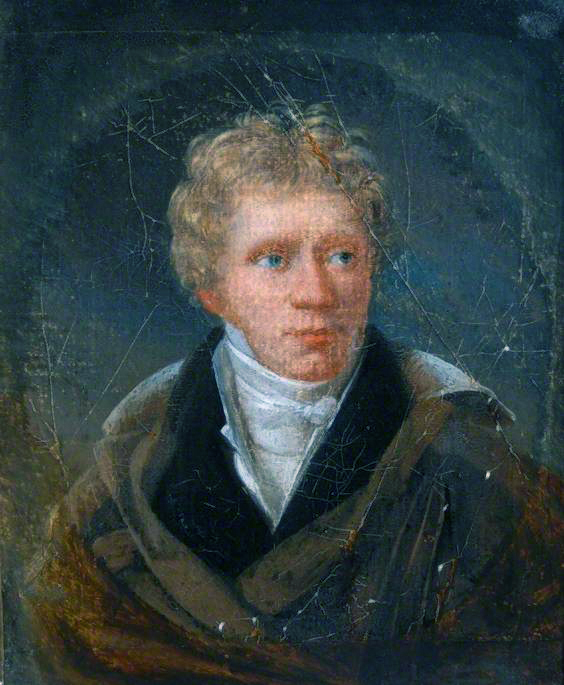
Selbstbildnis (1800–1810)

François-Josèphe Kinson, niederländisch: Franciscus Josephus Kinsoen (* 28. Februar 1771 in Brügge, damals Österreichische Niederlande, heute Belgien; † 18. Oktober 1839 ebenda) war ein flämischer Maler.

## Leben
Kinson kam als Franciscus Josephus Kinsoen in Brügge zu Welt und wuchs dort auf.
Er erhielt in Brügge eine künstlerische Ausbildung und erwarb in Gent und Brüssel einige Berühmtheit. Nach einer Ausstellung in Paris im Jahre 1799 war er für die Berühmtheiten und Reichen der ersten Jahre im Paris des 19. Jahrhunderts ein gefragter Maler. Er arbeitete für den Hof des Kaisers Napoleon und folgte dessen Bruder Jérôme Bonaparte, dem König von Westphalen, an dessen Hof nach Kassel.
Nach dessen Flucht aus Kassel im Jahre 1813 kehrte Kinson nach Paris zurück, porträtierte dort unter anderem russische Adelige, war bis zu seinem Tod ein beliebter Maler von Frauen und arbeitete am königlichen Hof.
1839 starb Kinsoen bei einem Besuch seiner Geburtsstadt.